# Bettina Pousttchi

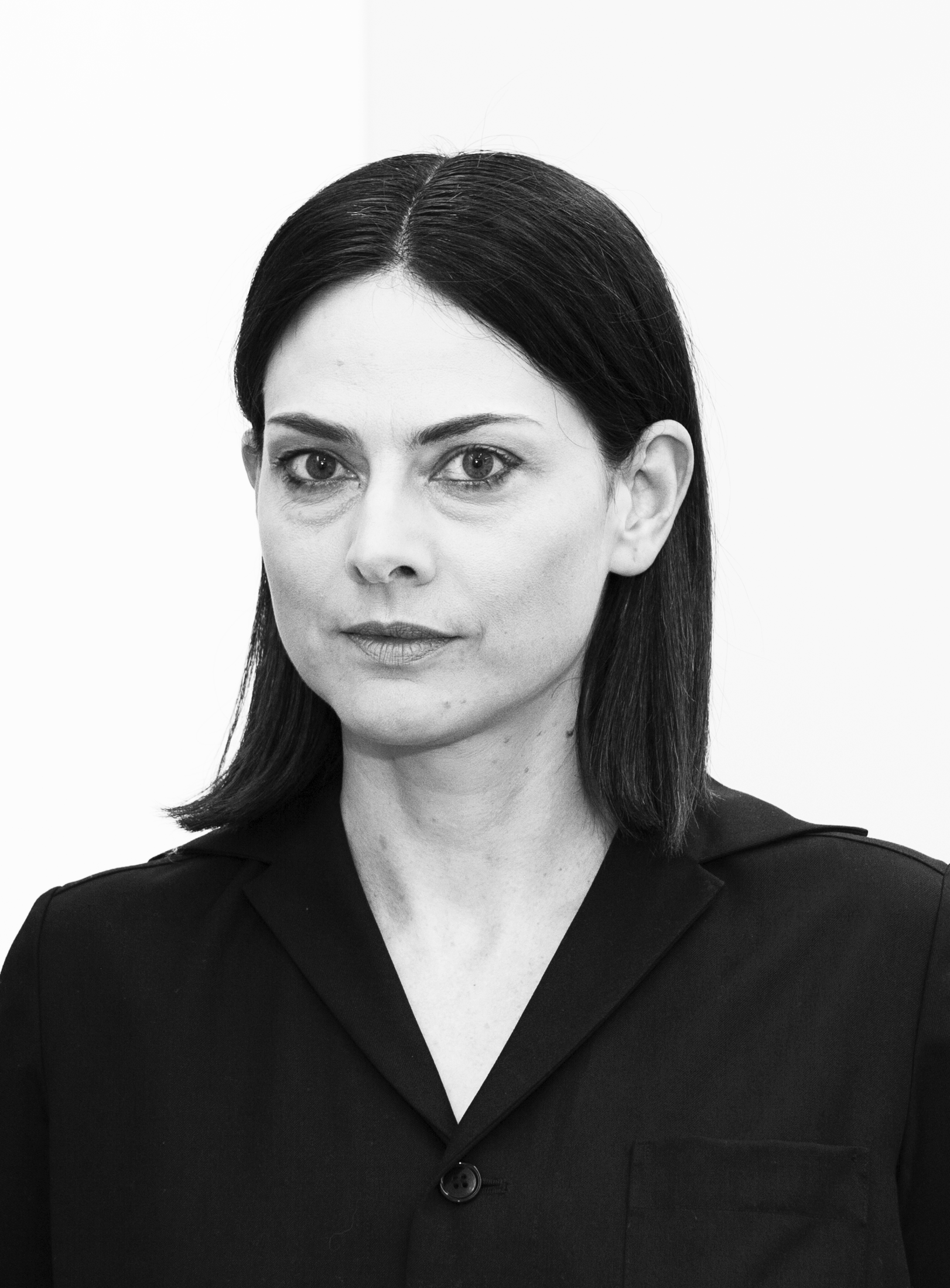
Bettina Pousttchi 2023

Bettina Pousttchi (* 1971 in Mainz) ist eine deutsch-iranische Künstlerin. Sie lebt und arbeitet in Berlin. Ihre künstlerische Arbeit umfasst Skulptur, Fotografie und Video sowie temporäre ortsspezifische Interventionen auf Architektur im öffentlichen Raum.

## Leben
Bettina Pousttchi studierte von 1995 bis 1999 an der Kunstakademie Düsseldorf bei Rosemarie Trockel und Gerhard Merz. Im Anschluss absolvierte sie das Whitney Independent Studio Program des Whitney Museums of American Art in New York. Sie war zwei Mal auf der Biennale in Venedig vertreten (2003, 2009). 2014 erhielt sie den Wolfsburger Kunstpreis. 2016 war sie Fellow an der Villa Aurora in Los Angeles. Ihre Arbeit wird seit 2001 in zahlreichen Museen und Kunstinstitutionen weltweit ausgestellt.

## Werk

### Fassaden im öffentlichen Raum
Seit 2009 realisiert Pousttchi fotografische Interventionen auf öffentlichen Gebäuden, die in Bezug stehen zu dem urbanen und historischen Kontext des jeweiligen Ortes. Die monumentale Fotoinstallation Echo auf dem Berliner Schlossplatz, bedeckte sechs Monate lang die gesamte Außenfassade der Temporären Kunsthalle und nahm Bezug auf die jüngste Geschichte der Stadt Berlin. Die annähernd 2000 m² große Fotoinstallation bestand aus 970 Einzelplakaten aus Papier und bildete ein umlaufendes Motiv, das an den dort gerade abgerissenen Palast der Republik erinnerte und ihn quasi wieder auferstehen ließ. Auf der Fassade der Art Basel war 2010 die Fotoinstallation Basel Time zu sehen, bezugnehmend auf den bevorstehenden Abriss der Halle im Zuge einer Neugestaltung des Messeplatzes. Die Schirn Kunsthalle Frankfurt zeigte in der Rotunde und auf der Ostfassade ihres Gebäudes die ortsspezifische Fotoinstallation Framework, die zum Ausgangspunkt den historischen urbanen Kontext der Schirn Kunsthalle hatte. In London realisierte sie die Fotoinstallation Piccadilly Windows (2013) auf dem Gebäude der Galerie Hauser & Wirth. 2014 verwandelte Pousttchi das Nasher Sculpture Center in Dallas in ein Drive-Thru-Museum, bezugnehmend auf die Geschichte des Ortes und die Architektur des Renzo-Piano-Gebäudes. Ihre bisherige größte Fotoinstallation ist The City (2014), bei der sie das Wolfsburger Schloss auf drei Gebäudeseiten mit einer 2150 m² großen Fotoplane ummantelte. Die Fotomontage zeigt alle zehn Hochhäuser, die zu ihrer Zeit die höchsten Häuser der Welt waren als imaginäre, transnationale Skyline.
Für den Arts Club of Chicago realisierte sie im Jahr 2017 die Fotoinstallation Suspended Mies bezugnehmend auf das Treppenhaus von Mies van der Rohe, welches sich im Arts Club of Chicago befindet – eine Auftragsarbeit an den nach Chicago emigrierten Architekten für ein früheres Gebäude der Institution.
Im Sommer 2018 realisierte sie im Auftrag des Neuen Museums in Nürnberg einen freistehenden Foto-Pavillon, der an die Geschichte Nürnbergs und seine Bedeutung als Ort der Menschenrechte erinnerte. Das Werk mit dem Titel UNN (United Nations Nuremberg) war von Juli bis Oktober 2018 vor dem Neuen Museum auf dem Klarissenplatz zu sehen.
Im Jahr 2019 gestaltete die Künstlerin die Außenfassade der Berlinischen Galerie anlässlich ihrer Überblicksausstellung in dem Berliner Museum. Das Konzerthaus Berlin beauftragte Bettina Pousttchi im Jahr 2021 mit einer Fassadenarbeit auf ihrem Gebäude anlässlich des 200-jährigen Bestehens des Schinkel-Baus am Berliner Gendarmenmarkt.
In den Jahren 2022/2023 war auf dem Dach der Bundeskunsthalle Bonn die Installation „The Curve“ der Künstlerin zu finden, eine 37 Meter große partizipative Skulptur, die die Besucher zum Benutzen einlud.

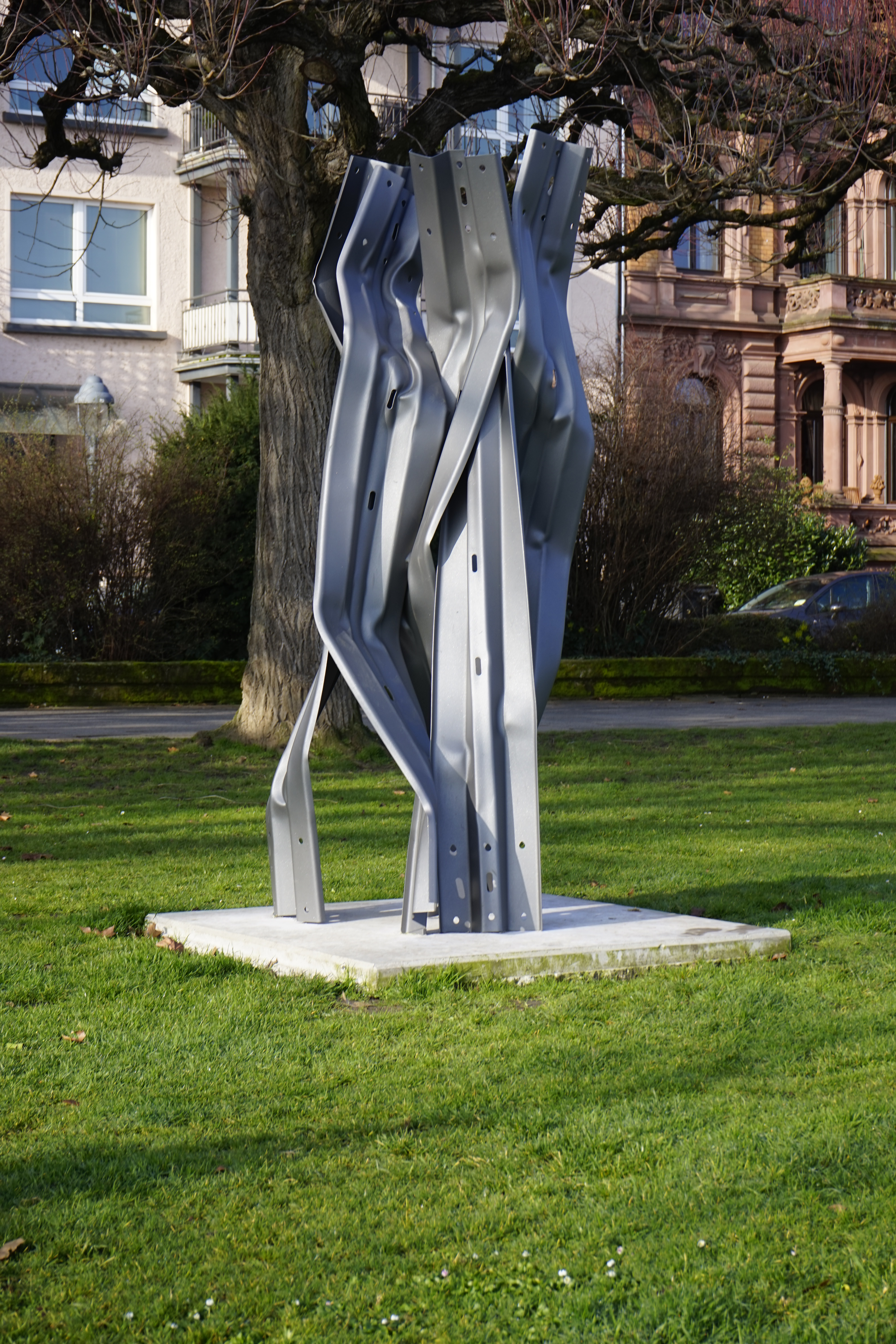
Vertical Highways, Rheinufergalerie, Stresemann-Ufer, Mainz

### World Time Clock
Das Projekt der World Time Clock ist die bisher umfangreichste Fotoserie der Künstlerin, für die sie seit 2008 in mehreren Etappen in die unterschiedlichen Zeitzonen der Welt reist. An jedem dieser Orte fotografierte sie eine öffentliche Uhr zur immer gleichen Zeit: 13:55 Uhr. So entstand diese weltumspannende Arbeit zur politischen und sozialen Organisation von Zeit und Raum in Städten wie New York, London, Hongkong, Sydney, Taschkent, Kapstadt, Dubai, Moskau, Mexiko-Stadt, Rangun, Rio de Janeiro u. a. Die 24-teilige Fotoserie wurde 2016 erstmals im Hirshhorn Museum and Sculpture Garden des Smithsonian Institutes in Washington D.C. in einer 360 Grad Präsentation für elf Monate ausgestellt. Die Kuratorin dieser Präsentation, Melissa Ho, sagt dazu: „World Time Clock visualisiert eine neue Weltordnung, in der es keinen Mittelpunkt gibt, sondern vielmehr 24 gleichberechtigte Zentren.“ Die Direktorin des Hirshhorn-Museums, Melissa Chiu, nannte die Serie eine „poetische Reflektion über globale Gleichzeitigkeit und das Strukturieren von Zeit“.
Weiterhin wurde die Serie in der Berlinischen Galerie, Museum of Modern Art, Berlin (2019/2020) und im Aurora Museum in Shanghai (2023) gezeigt.

### Skulpturen
In den Skulpturen der Künstlerin kommen seit 2005 oft Alltagsobjekte des Stadtraums, wie Absperrgitter, Straßenpfosten und Fahrradbügel zum Einsatz, die sie die sie mechanisch verformt und zu neuen Kompositionen transformiert. Die Skulpturengruppe Double Monuments for Flavin and Tatlin besteht aus verformten Absperrgitter und Neonröhren, die als Doppelhommage an Wladimir Tatlins Monument für die Dritte Internationale, sowie Dan Flavins „monuments“ for V.Tatlin fungiert. Dieser Skulpturengruppe war der erste von fünf Räumen in Pousttchis Einzelausstellung in der Kunsthalle Basel 2011 gewidmet. Die Phillips Collection in Washington DC zeigte 2016 fünf dieser Skulpturen im Dialog mit ihrer Sammlung. Auf der Biennale in Venedig war 2009 in der Ausstellung Glasstress eine Skulptur aus zwei Absperrgittern aus transparentem Sicherheitsglas zu sehen.

### Vertical Highways

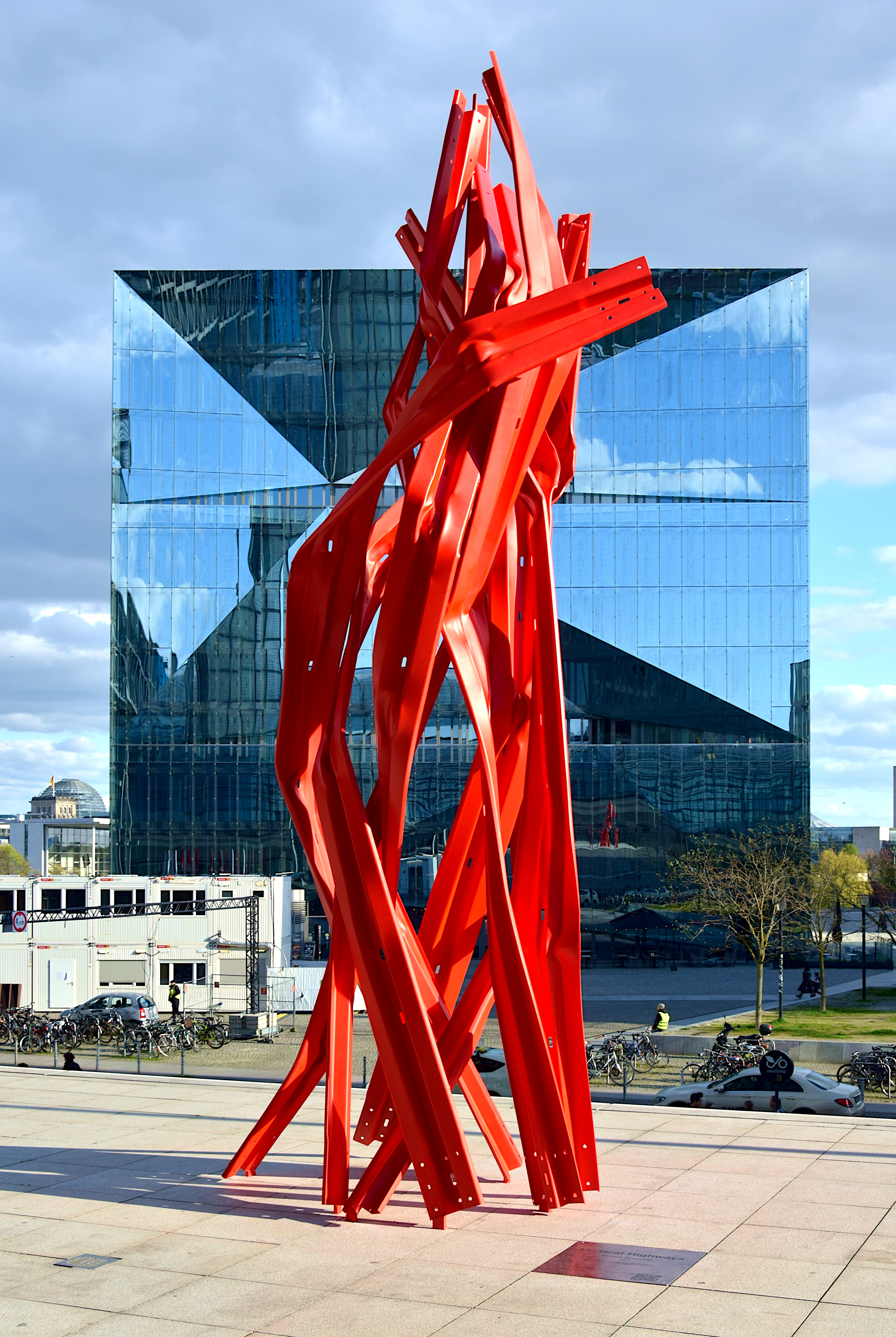
Die Skulptur Vertical Highways (2023) am Berliner Hauptbahnhof

Seit 2019 kommen Leitplanken als Ausgangsmaterial zum Einsatz, die sie verformt und vertikal aufrichtet, wodurch die Objekte einen Archiktekturbezug erhalten. Durch die Veränderung werden die Alltagsobjekte ihrer regulativen Funktion enthoben und aus ihrem Sinnzusammenhang gelöst, wodurch sie zu Zeichen von Veränderung, fluiden Strukturen und sich auflösenden Grenzen werden. Die Serie der Vertical Highways war erstmals in der Überblicksausstellung der Künstlerin in der Berlinischen Galerie 2019/2020 zu sehen.
2023 wurde eine Arbeit aus ihrer Werkgruppe Vertical Highways am Berliner Hauptbahnhof aufgestellt. Bei der Einweihung beschrieb Pousttchi ihre Intention mit den Worten „Ich arbeite mit Objekten, die uns alltäglich umgeben und unsere Bewegung im öffentlichen Raum lenken – Absperrgitter, Straßenpfosten oder eben Leitplanken wie in ‚Vertical Highways'. Oft bemerken wir gar nicht deren regulierende Funktion und wie sie uns begrenzen. Befreit von ihrer ursprünglichen Funktion transformiere ich diese Objekte zu neuen Formen, die in einen lebendigen Dialog mit ihrer Umgebung treten. Mich interessiert die Veränderung von Sehgewohnheiten durch künstlerische Eingriffe, die Irritation ruft unerwartet neue Assoziationen zu Orientierung, zu Bewegung und Veränderung hervor – in ‚Vertical Highways' scheinen die sonst statischen Leitplanken selbst dynamisch zu werden.“

### Videoinstallationen
Die Videoarbeiten der Künstlerin bestanden zunächst aus „Single-Channel-Arbeiten“, die sich später zu raumgreifenden Videoinstallationen entwickelten.

## Werke in öffentlichen Sammlungen
Die Arbeiten von Bettina Pousttchi sind in den Sammlungen zahlreicher internationaler Museen vertreten, wie dem Hirshhorn Museum and Sculpture Garden in Washington D.C., der Phillips Collection in Washington DC, dem Arts Club of Chicago, dem Nasher Sculpture Center in Dallas, der Berlinischen Galerie – Museum für Moderne Kunst Berlin, der Albertina in Wien, dem Von der Heydt-Museum Wuppertal, der Kunsthalle Bielefeld, sowie in der Sammlung der Bundesrepublik Deutschland.

## Kollaborationen
Bettina Pousttchi ist Mitglied im Brutally Early Club, der von Hans-Ulrich Obrist und Markus Miessen 2006 in London gegründet wurde. Sie realisierte Installationen mit dem Architekten Markus Miessen und der Künstlerin Rosemarie Trockel und wirkte mit in einem Film von Lawrence Weiner (How Far is There, 1999). Mit Daniel Buren filmte sie im Jahr 2010 ein Interviewvideo zur künstlerischen Praxis im öffentlichen Raum Conversations in the Studio #3. Diese Videoarbeit wurde der Ausgangspunkt einer gemeinsamen Ausstellung der beiden Künstler 2017 in der Kunsthalle Mainz.

## Einzelausstellungen (Auswahl)
- Haus Konstruktiv, Zürich (2024)[15]
- Aurora Museum, Shanghai (2023)[8]
- Museum of Contemporary Art, Shanghai (2023)[16]
- Bundeskunsthalle Bonn, Juni 2022 – Oktober 2023[17]
- Arp-Museum, Remagen; Dezember 2021 – Juni 2022
- Berlinische Galerie, September 2019 – August 2020
- KINDL – Centre of Contemporary Art Berlin (2019/2020)
- Kunsthalle Tübingen (2019/2020)
- Neues Museum Nürnberg (2018)
- Kunstmuseum St. Gallen (2018)
- Kunsthalle Mainz (mit Daniel Buren) (2017)
- The Arts Club of Chicago (2017)
- Hirshhorn Museum and Sculpture Garden, Washington D.C (2016/2017)
- Phillips Collection Washington D.C. (2016)[18]
- Nasher Sculpture Center, Dallas (2014)[19]
- Städtische Galerie Wolfsburg (2014)
- Schirn Kunsthalle Frankfurt (2012)
- Kunsthalle Basel (2011)
- Temporäre Kunsthalle Berlin (2009/2010)
- Von-der-Heydt-Kunsthalle, Wuppertal (2007)
- Württembergischer Kunstverein Stuttgart (2003)
- Museum Morsbroich, Leverkusen (2001)

## Preise und Stipendien
- Villa Aurora Fellow, Los Angeles (2016)
- Wolfsburger Kunstpreis „Junge Stadt sieht Junge Kunst“ (2014)
- TrAIN Research Center for Transnational Art, Identity and Nation, Balmoral Residency, University of the Arts, London (2008)
- BBAX – Berlin Buenos Aires Art Exchange, Buenos Aires (2007)
- Provinzial Förderprojekt (2005)
- Kunststiftung NRW (2000)